# Zwarteboltemperatuur
De zwarteboltemperatuur of globetemperatuur is een maat voor de door mensen ervaren temperatuur ten gevolge van warmtestraling. Het is de temperatuur die een (denkbeeldige) zwarte bol die het menselijk lichaam omsluit zou moeten hebben om dezelfde stralings-uitwisseling tussen het lichaam en de omgeving te bewerkstelligen als onder de gegeven omstandigheden daadwerkelijk het geval is.
De zwarteboltemperatuur heeft dezelfde eenheid als temperatuur en kan dus zowel in graden Celsius als in graden Fahrenheit uitgedrukt worden. De zwarteboltemperatuur wordt standaard gemeten met een thermometer waarvan de sonde zich in het midden van een gesloten koperen bol bevindt met een diameter van 15 cm die mat zwart is geschilderd.
De zwarteboltemperatuur wordt veel toegepast als onderdeel van een "ervaringstemperatuur". Bij gelijke luchttemperatuur ervaren mensen een hogere temperatuur in de felle zon dan in de schaduw en dit effect wordt gemeten met de zwarteboltemperatuur.

## Temperatuur van de natte bol
De internationaal veel gebruikte temperatuur van de natte bol (Wet Bulb Globe Temperature,  WBGT) is een gewogen gemiddelde van
1. Tw de natuurlijke natteboltemperatuur
2. Tg de zwarteboltemperatuur en
3. Td de drogeboltemperatuur (de eigenlijke luchttemperatuur).

{\displaystyle \mathrm {WBGT} =0.7T_{\mathrm {w} }+0.2T_{\mathrm {g} }+0.1T_{\mathrm {d} }}
Voor de bepaling van het binnenklimaat of op plaatsen waar de zonnestraling verwaarloosbaar is, wordt de luchttemperatuur meestal weggelaten:
{\displaystyle \mathrm {WBGT} =0.7T_{\mathrm {w} }+0.3T_{\mathrm {g} }}.
De Belgische Welzijnscodex, die onder andere de maatregelen beschrijft die op de werkvloer dienen genomen te worden bij hoge temperaturen, maakt gebruik van de temperatuur van de natte bol (WBGT) als maatstaf.